# Dolice (gmina)
Dolice – gmina wiejska w zachodniej części województwa zachodniopomorskiego, w powiecie stargardzkim. Siedzibą gminy jest wieś Dolice.
Miejsce w województwie (na 114 gmin):

powierzchnia 39., ludność 48.

## Położenie
Gmina jest położona w zachodniej części województwa zachodniopomorskiego, w południowej części powiatu stargardzkiego. Gmina leży na Równinie Pyrzycko-Stargardzkiej. Całą północną granicę wyznacza rzeka Ina.
Gmina stanowi 15,6% powierzchni powiatu.
Sąsiednie gminy:
- Stargard i Suchań (powiat stargardzki)
- Choszczno i Pełczyce (powiat choszczeński)
- Barlinek (powiat myśliborski)
- Przelewice i Warnice (powiat pyrzycki)

Do 31 XII 1998 r. wchodziła w skład województwa szczecińskiego.

## Demografia
Dane z 30 czerwca 2004:
| Opis                              | Ogółem | Ogółem | Kobiety | Kobiety | Mężczyźni | Mężczyźni |
| --------------------------------- | ------ | ------ | ------- | ------- | --------- | --------- |
| jednostka                         | osób   | %      | osób    | %       | osób      | %         |
| populacja                         | 8196   | 100    | 4109    | 50,1    | 4087      | 49,9      |
| gęstość zaludnienia (mieszk./km²) | 34,6   | 34,6   | 17,3    | 17,3    | 17,2      | 17,2      |

Gminę zamieszkuje 6,8% ludności powiatu.

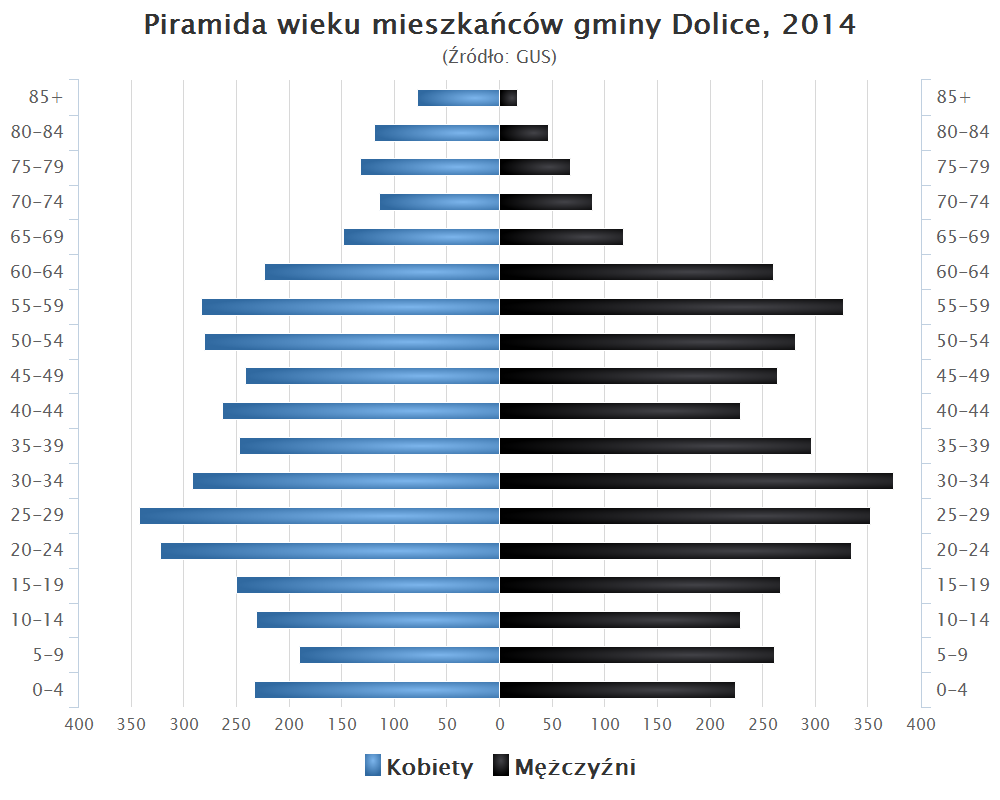
Piramida wieku mieszkańców gminy Dolice w 2014 roku

## Przyroda i turystyka
Północną granicę wyznacza rzeka Ina, przez gminę przepływa także jej dopływ, Mała Ina. Obie rzeki dostępne są dla kajaków. W południowo-wschodniej części położony jest rezerwat "Dęby Sądowskie". Tereny leśne zajmują 18% powierzchni gminy, użytki rolne 72% a grunty rolne 59%.

## Komunikacja
Przez gminę Dolice prowadzi droga wojewódzka nr 122, łącząca Dolice z wsią Piasecznik (8 km, skrzyżowanie z drogą nr 160 Suchań – Choszczno) oraz przez Lubiatowo (11 km) z Pyrzycami (23 km). Odległość z Dolic do stolicy powiatu, Stargardu wynosi 25 km (jadąc wzdłuż linii kolejowej).
Dolice uzyskały połączenie kolejowe już w 1847 r. po wybudowaniu kolejnego odcinka linii Szczecin - Poznań ze Stargardu przez Choszczno do Dobiegniewa. W 1978 r. ukończono elektryfikację linii. Obecnie w gminie czynne są 2 stacje: Dolice i Kolin oraz 3 przystanki: Strzebielewo Pyrzyckie, Morzyca i Ziemomyśl.
W gminie czynny jest 1 urząd pocztowy: Dolice (nr 73-115).

## Zabytki
- Kościół pw. Chrystusa Króla w Dolicach w nim barokowy ołtarz, ambona i chrzcielnica. Wielokrotnie przebudowywany. Na sklepieniu znajdują się sceny z życia Jezusa Chrystusa, apostołowie i uczniowie.
- Chałupy ryglowe w Dolicach
- Aleja Dębów Sądowskich

## Administracja
W 2016 r. wykonane wydatki budżetu gminy Dolice wynosiły 28,2 mln zł, a dochody budżetu 29,8 mln zł. Zobowiązania samorządu (dług publiczny) według stanu na koniec 2016 r. wynosiły 3,7 mln zł, co stanowiło 12,4% poziomu dochodów.
Sołectwa gminy Dolice: Bralęcin, Brzezina, Dobropole Pyrzyckie, Dolice, Kolin, Krępcewo, Lipka, Mogilica, Morzyca, Moskorzyn, Płoszkowo, Pomietów, Przewłoki, Rzeplino, Sądów, Skrzany, Strzebielewo, Szemielino, Warszyn, Ziemomyśl A, Ziemomyśl B i Żalęcino

## Miejscowości
WsieBralęcin, Dobropole Pyrzyckie, Dolice, Kolin, Krępcewo, Morzyca, Pomietów, Przewłoki, Rzeplino, Sądów, Skrzany, Strzebielewo, Żalęcino.
OsadyBoguszyce, Brzezina, Lipka, Mogilica, Jaraczewo, Moskorzyn, Płoszkowo, Sądówko, Smardyń, Szemielino, Trzebień, Warszyn, Ziemomyśl A, Ziemomyśl B.
Osady leśneKomorowo